# Camencea, Orhei
Camencea este un sat din cadrul comunei Donici din raionul Orhei, Republica Moldova